# Stemwijzer
Le Stemwijzer est un système d’aide au vote développé par l'Instituut voor Publiek en Politiek (Pays-Bas) pour indiquer aux électeurs le candidat ou le parti le plus proche de leurs opinions lors d'une élection. Il a été utilisé pour la première fois aux Pays-Bas en 1989. Le Kieskompas est un questionnaire similaire créé par le journal Trouw et l'Université libre d'Amsterdam pour les élections législatives néerlandaises de 2006. En plus d'une recommandation de vote, le Kieskompas produit des graphes permettant de comparer les différentes partis et l'électeur en fonction de grands thèmes.
Des questionnaires similaires ont également été développés dans plusieurs pays dont l'Allemagne, la Bulgarie, la France et la Suisse.

## Questionnaires de ce type

### Élections européennes
- VoteMatch. La première version a été développée pour les élections européennes 2004 (communiqué de presse en français présentant l'outil). Une nouvelle version a été mise en ligne pour les élections européenne de 2009 puis en 2014, fruit d'une collaboration entre l'Instituut voor Publiek en Politiek (Pays-Bas) et la Bundeszentrale für politische Bildung (Allemagne).
- EU Profiler, adaptation du Kieskompas pour les élections européennes de 2009.

### France
Pour l'élection présidentielle de 2007 :
- Polimètre : développé par Paul Antoine Chevalier (ENS Cachan) et Lionel Page (université de Westminster) pour RTL et le site debat2007 (voir aussi )
- Mon vote à moi : adaptation du Stemwijzer réalisé en collaboration avec l'IPP.

Pour les élections européennes de 2014 :
- Vote&Vous : adaptation du Stemwijzer réalisé en collaboration avec l'IPP.

### Suisse
- Smartvote.ch propose des questionnaires pour de nombreuses élections, dans les quatre langues nationales.

### Allemagne
Wahl-O-Mat est un service similaire pour l'Allemagne.